# Indonesien i olympiska sommarspelen 1976
Indonesien deltog i de olympiska sommarspelen 1976 med en trupp bestående av 7 deltagare. Ingen av landets deltagare erövrade någon medalj.

## Boxning
Lätt weltervikt
- Syamsul Anwar Harahap - (Omgång 3 Förlorade mot Calistrat Cuțov)

Mellanvikt
- Frans van Bronckhost - (Omgång 2 Förlorade mot Robert Dauer)

## Bågskytte
Damernas individuella tävling
- Leane Suniar – 2352 poäng (→ 9:e plats)

Herrarnas individuella tävling
- Donald Pandiangan – 2353 poäng (→ 19:e plats)

## Friidrott
Damernas 100 meter
- Carolina Rieuwpassa - 11,98s (Heat 4, 7:e plats= gick inte vidare))

Damernas 200 meter
- Carolina Rieuwpassa - 24,86s (Heat 3, 7:e plats= gick inte vidare))